# IC 4976
IC 4976 је спирална галаксија у сазвјежђу Паун која се налази на листи објеката дубоког неба у Индекс каталогу.
Деклинација објекта је - 61° 52' 30" а ректасцензија 20h 15m 41,3s. Привидна величина (магнитуда) објекта IC 4976 износи 14,7 а фотографска магнитуда 15,6. IC 4976 је још познат и под ознакама ESO 143-17, FAIR 70, PGC 64374.